# Cordenons
Cordenons es una comuna de 17.738 habitantes y 56,8 km²
de la Provincia de Pordenone, en la región italiana de Friuli-Venecia Julia, localizada a 90km al noroeste de Trieste y a 4 km al noreste de Pordenonde. Cordenons está dividida en 5 frazionis: Nogaredo, Pasch, Romans, Sclavons, Villa d'Arco. Limita con las siguientes comunas: Pordenone, San Giorgio della Richinvelda, San Quirino, Vivaro, Zoppola.

## Evolución demográfica
| Gráfica de evolución demográfica de Cordenons entre 1861 y 2001 |
|                                                                 |
| Fuente ISTAT - elaboración gráfica de Wikipedia                 |